# Никандров, Василий Павлович
Василий Павлович  Никандров (1926 — 1990) — советский военнослужащий, старшина, разведчик 177-й отдельной разведывательной роты, 163-й стрелковой дивизии, 27-й армии, 2-го Украинского фронта. Полный кавалер Ордена Славы.

## Биография
Родился 15 марта 1926 года в деревне Лукинское (ныне Бокситогорского района Ленинградской области) в крестьянской семье.
В 1941 году после окончания семи классов, поступил в Московское железнодорожное училище, учёба в которой была прервана в связи с началом войны.
С 1942 года призван в ряды РККА, был сыном полка 1-й гвардейской воздушно-десантной дивизии. С конца 1942 года в действующей армии — разведчик 177-й отдельной разведывательной роты, 163-й стрелковой дивизии, 27-й армии, воевал на Воронежском, 1-го Украинского, 2-го Украинского и 3-го Украинского фронтов, в составе своей дивизии принимал участие в Белгородско-Харьковской стратегической наступательной операции, битвы за Днепр, Киевской наступательной, Житомирско-Бердичевской, Корсунь-Шевченковской, Уманско-Ботошанской, Ясско-Кишинёвской, Дебреценской, Будапештской и Венской наступательной операциях. В боях был дважды ранен и контужен.
В ночь на 19 января 1945 года в составе разведывательной группы проник в расположение противника в шести километров от северо-запада города Лученец в Словакии, захватил языка и доставил его в штаб полка. За это 6 февраля 1945 года был награждён Орденом Славы 3-й степени.
В ночь на 17 марта 1945 года в составе группы захвата юго-западнее населённого пункта Чонград в Венгрии пробрался через передний край обороны противника, проник в траншею и убив гитлеровского унтер-офицера вместе с другим бойцом разведгруппы захватил языка. 6 апреля 1945 года был награждён Орденом Славы 2-й степени.
С 20 по 23 апреля 1945 года, находясь в составе передовой разведгруппы в боях у озера Балатон, истребил семь гитлеровцев и трёх взял в плен. Действуя в тылу врага близ населённого пункта Валькерсдорф в Австрии, в рукопашной схватке уничтожил трёх гитлеровцев и добыл ценные сведения о противнике. 15 мая 1946 года был награждён  Орденом Славы 1-й степени.
В 1950 году старшина В. П. Никандоров был демобилизован. Жил в посёлке Заборье. С 1968 года, после окончания Ленинградской лесотехнической академии, работал механиком, инженером и  начальником лесопункта в Подборовском леспромхозе Ленинградской области.
Умер 18 сентября 1990 года в посёлке Заборье, Бокситогорского района, Ленинградской области.

## Награды
- Орден Славы I степени (1946)
- Орден Славы II степени (1945)
- Орден Славы III степени (1945)
- Орден Отечественной войны I степени (1985)
- Медаль За отвагу (1943, 1944, 1944)